# 厚狭川
厚狭川（あさがわ）は、山口県美祢市および山陽小野田市を流れる二級河川。

## 地理
山口県美祢市と同県長門市との境に位置する大ヶ峠付近に発し、国道316号、JR美祢線と並行して南流。山陽小野田市で周防灘に注ぐ。
美祢市於福では左岸側の秋吉台（西台）の山麓に潜入する水系を介して、厚東川による河川争奪がはじまっている。この洞窟地下水系は東方約4kmの美祢市秋芳町真木の白水の池に流れ出、厚東川に合わさっている。また美祢市大嶺町祖父ヶ瀬の河床には、秋吉台由来のカルスト水の湧出（日量約1万㎥）があり、上水道源として利用されている。
山陽小野田市厚狭地区には民話「厚狭の寝太郎」の舞台となった寝太郎堰が残る。河口部は干潟が広がり、アサリ（小野田あさり）の好漁場として知られていたが、ここ数年は漁獲高が激減している。

## 主な支川
- 麦川川
- 伊佐川
- 原川
- 随光川

## 流域の自治体
山口県
美祢市、山陽小野田市